# 山中謙二
山中 謙二（やまなか けんじ、1893年7月18日 - 1974年2月15日）は、日本の西洋史学者。専門はドイツ中世史。

## 略歴
長野県諏訪郡上諏訪町（現諏訪市）出身。長野県立諏訪中学校（現長野県諏訪清陵高等学校・附属中学校）を経て、1918年（大正7年）東京帝国大学西洋史学科卒業。日本大学予科講師、東京府立第一高等女学校（現東京都立白鷗高等学校・附属中学校）講師、第一高等学校講師を経て、1925年（大正14年）東京帝国大学文学部講師、助教授。1938年（昭和13年）同大学教授。退官後、東京大学名誉教授。日本大学文理学部講師。
1950年（昭和25年）6月から7月にかけて、昭和天皇は歴史関係の科学委員による合同進講を催し、山中は委員の1人となった。同年6月19日、山中は宗教改革についての進講を行い、その後、同主題につき日本史、東洋史にわたる座談に加わった。

## 著書
- 『西洋史概説』至文堂 1938年
- 『フシーテン運動の研究』至文堂 1948年
- 『西洋中世史』西日本史学 1952年
- 『世界史-西洋』雄渾社 1956年
- 『ドクトル・リース』1965年
- 『西欧世界の形成』東海大学出版会 1968年
- 『地理発見時代史』吉川弘文館 1969年
- 『西洋史潮』吉川弘文館 1970年
- 『中世のキリスト教』学生社 1979年

### 共著
- 『高等学校世界史』和田清共著 日本書院 1966年